# Thor 5
Thor 5, également connu sous le nom de Thor 2R, est un satellite de communication norvégien. Il a été lancé avec succès pour Telenor à bord d'une fusée Proton/Briz d'International Launch Services à 11 h 34 GMT le 11 février 2008. Il est basé sur la plate-forme de satellite STAR-2, et a été construit par Orbital Sciences Corporation. Il transporte 24 bandes transpondeurs pour fournir des services de télévision directe à domicile. Après le lancement, l'étage supérieur Briz a placé Thor 5 directement en orbite géostationnaire, éliminant ainsi la nécessité de manœuvres d'élévation orbitale et permettant au vaisseau spatial d'économiser du poids en portant moins de carburant. Il est positionné à une longitude de 1° ouest.